# Niels Neergaard
Niels Thomasius Neergard (ur. 27 czerwca 1854, zm. 2 września 1936) – duński historyk, publicysta i polityk Partii Liberalnej (partii Venstre), dwukrotny premier Danii w latach 1908–1909 i 1920-1924, minister obrony (od 12 października 1908 do 16 sierpnia 1909) oraz minister finansów w następujących okresach:
- od 24 lipca do 12 października 1908
- od 16 sierpnia do 28 października 1909
- od 5 lipca 1910 do 21 czerwca 1913
- od 5 maja 1920 do 23 kwietnia 1924
- od 14 grudnia 1926 do 30 kwietnia 1929

Odznaczenia:
- Krzyż Wielki Orderu Danebroga (1920, Dania)
- Krzyż Komandorski Orderu Danebroga (1912, Dania)
- Odznaka Honorowa Orderu Danebroga (1923, Dania)
- Krzyż Wielki Orderu Sokoła (Islandia)
- Krzyż Wielki Orderu Lwa Niderlandzkiego (Holandia)
- Krzyż Wielki Orderu Św. Maurycego i Łazarza (Włochy)